# Uruk Bani Ma’arid
Uruk Bani Ma’arid (arab. ‏عروق بني معارض‎, ʿUrūq Banī Maʿāriḍ) – obszar chroniony znajdujący się w południowej części Arabii Saudyjskiej, na zachodnim krańcu pustyni Ar-Rab al-Chali – największej pustyni piaszczystej na świecie.
Miejsce znane z udanej reintrodukcji oryksa arabskiego (Oryx leucoryx), gazeli arabskiej (Gazella arabica) i gazeli emirackiej (Gazella marica). Jego zróżnicowana topografia terenu stwarza warunki do życia także innym gatunkom zwierząt, w tym licznym bezkręgowcom i gadom zasiedlającym ruchome wydmy.
W 2023 roku podczas odbywającej się w Rijadzie 45. sesji Komitetu Światowego Dziedzictwa Uruk Bani Ma’arid wpisano na listę światowego dziedzictwa UNESCO jako pierwszy obiekt dziedzictwa przyrodniczego w Arabii Saudyjskiej. Wpisane dobro obejmuje powierzchnię 12 765 km², a otaczająca je strefa buforowa liczy 806 km².

## Geografia
Uruk Bani Ma’arid znajduje się na południu Arabii Saudyjskiej, w granicach prowincji Rijad i Nadżran, na zachodnim skraju pustyni Ar-Rab al-Chali. Obejmuje system 35 wydm podłużnych (zwanych po arabsku ʿurūq) położonych na wapiennym płaskowyżu w południowej części pasma górskiego Dżabal Tuwajk. Wydmy rozciągają się na długość prawie 200 km, a ich wysokość dochodzi do 170 m. Pomiędzy nimi przebiegają korytarze o żwirowym lub piaszczystym dnie, występują niewielkie równiny żwirowe oraz wadi porośnięte roślinnością pustynną. Występują tu również niższe i składające się z gruboziarnistego piasku wydmy paraboliczne, nazywane zibar.
Obszar chroniony został ustanowiony w tym miejscu dekretem królewskim z 1996 roku. Teren w całości jest własnością państwa saudyjskiego, niedozwolone jest tu polowanie na dzikie zwierzęta ani hodowla wielbłądów. Obszar jest także wyłączony z poszukiwań oraz wydobycia ropy naftowej i gazu ziemnego.

## Fauna i flora

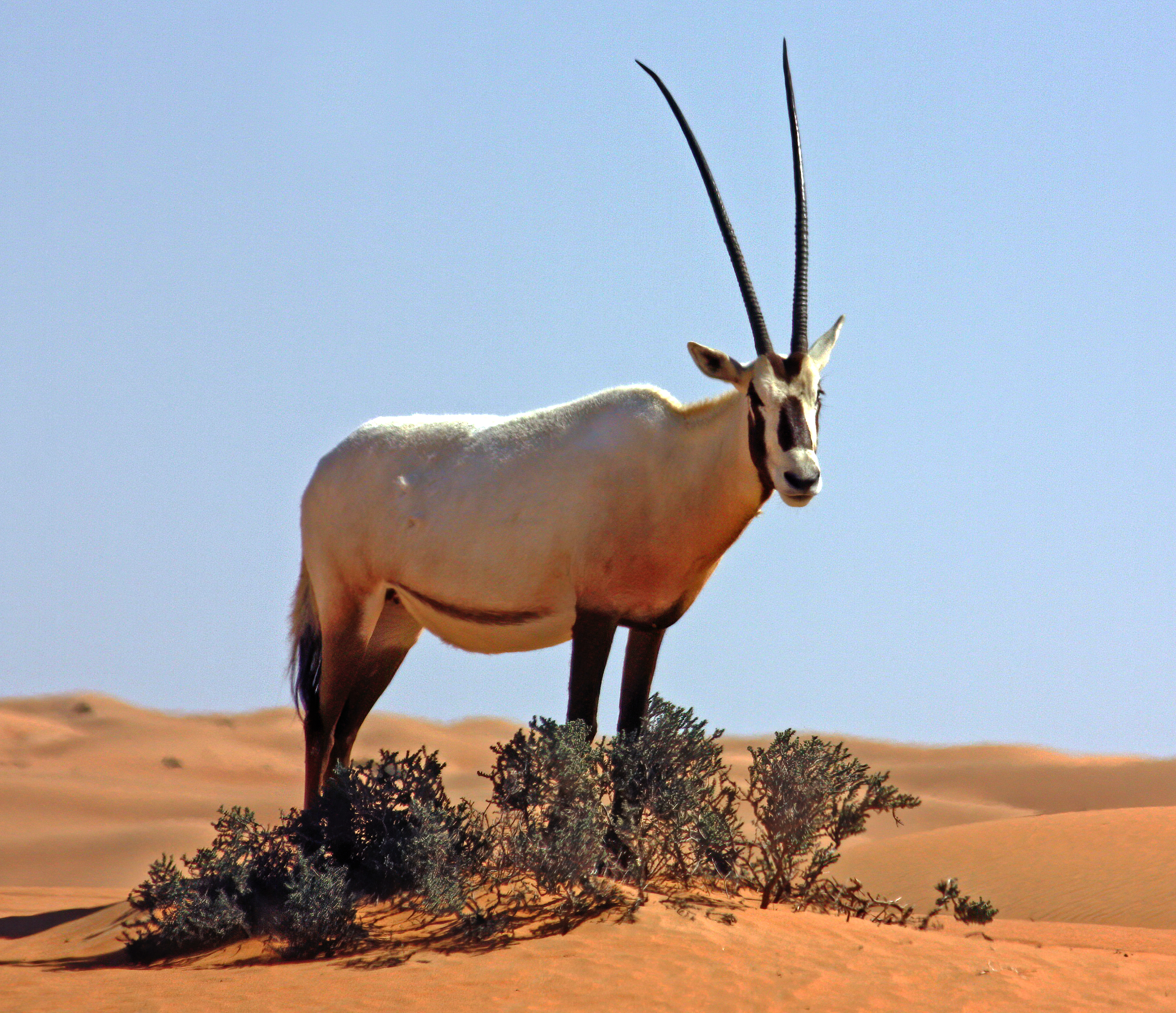
Oryks arabski w Zjednoczonych Emiratach Arabskich (2014)

Ze względu na swoją zróżnicowaną topografię obszar Uruk Bani Ma’arid cechuje się stosunkowo dużą różnorodnością siedlisk oraz liczbą występujących gatunków zwierząt i roślin. Wykazano tu obecność ponad 382 gatunków bezkręgowców, 18 gatunków gadów (w tym narażonego na wyginięcie biczogona egipskiego oraz 5 gatunków endemicznych dla Arabii Saudyjskiej – Scincus mitranus, Trigonodactylus arabicus, Stenodactylus slevini, Acanthodactylus opheodurus i Acanthodactylus schmidti), 104 gatunków ptaków (w tym m.in. ścierwnik, sęp uszaty, hubara arabska i błotniak stepowy) oraz 23 gatunków ssaków (w tym m.in. kot nubijski, kot pustynny, ratel miodożerny czy myszoskoczka karłowata).
Teren najbardziej znany jest jako miejsce, w którym udało się reintrodukować oryksa arabskiego (po dziesięcioleciach od jego wymarcia na wolności), gazelę arabską oraz gazelę emiracką; według stanu z 2023 roku w Uruk Bani Ma’arid zamieszkiwało odpowiednio 19%, 2% i 25% światowych populacji tych gatunków.
Flora Uruk Bani Ma’arid liczy 118 gatunków, co czyni ją najbardziej różnorodną w obrębie całej pustyni Ar-Rab al-Chali. Występuje tu odmiana divaricata głożyny cierń Chrystusa (Ziziphus spina-christi var. divaricata), 4 endemity Półwyspu Arabskiego – Limeum arabicum, Calligonum crinitum ssp. arabicum, Cornulaca arabica i Tribulus macropterus var. arabicus oraz 9 gatunków charakterystycznych dla tegoż półwyspu i Afryki Wschodniej – Senegalia hamulosa, Morettia parviflora, Commiphora myrrha, Indigofera spinosa, Moringa peregrina, Pulicaria jaubertii, Pulicaria schimperi, Iphiona scabra i Stipagrostis drarii.